# رافاييل لوبيز
رافاييل لوبيز (21 يوليو 1989 بريغو دي قرطبة إسبانيا - ) هو لاعب كرة قدم إسباني يلعب كمدافع.